# 寺井禎浩
寺井 禎浩（てらい さだひろ、1969年4月11日 - ）は、日本の実業家、プロデューサー。株式会社ジャストプロ代表取締役社長。大阪府吹田市出身。血液型はAB型。

## 概要
寺井が大学1年で、つんく♂が大学2年のとき知り合い、シャ乱Qを筆頭に大阪でアマチュアバンド集団の「すっぽんファミリー」立ち上げ、代表つとめ、大阪城公園ストリートライブ「城天」をつくる。「売れたい」「デカいとこでコンサートをしたい」「女にもてたい」と情熱を語るつんく♂に魅了。アマチュア時代からマネージャーを担当する。「シャ乱Q」がアップフロントエージェンシーからデビューした後、プロデューサーとして転身。
その頃に、つんく♂と一緒に会社を立ち上げて7年、つんく♂の事務所社長を経験した。ミニモニのデビューシングル「ミニモニ。ジャンケンぴょん！」や「恋愛レボリューション２１」には寺井の声が入っている。その後、つんく♂が結婚した頃、新会社「ジャストプロ」を立ち上げて芸能だけではなく、新しいことにトライしようとアニメ制作を始める。
海外にも通用しそうな音楽とは違うアニメコンテンツ事業を当時つばさエンタテインメント取締役で、後の「けものフレンズ」プロデューサーである福原慶匡と出会い共にはじめる。プロダクションとしては珍しく、アニメ制作機能を持ち合わせている会社で、その後も関連会社などで、定期的にアニメコンテンツの企画、制作をしている。また2015年ころからはジャストプロに声優セクションも設立し声優事務所としての業務も行う。

## 略歴
- 1988年（平成元年）大阪でシャ乱Qらと一緒に関西アマチュアバンド集団「すっぽんファミリー」をつくり、大阪城公園駅前のストリートライブを始め、代表を務める。
- 1995年（平成7年）大阪にて「one coin artists」を設立。ビーイング系アーティストLOWDOWN，新堂敦士を輩出。同時にMBS系バラエティー番組「暴ロンブー」「エンタ」等のブレーン、APを務める。
- 2001年（平成13年）ジェイピィールーム株式会社を立ち上げる。つんく♂が所属する。
- その後つんく♂が独立しTNX株式会社を立ち上げ、2008年（平成20年）よりジェイピィールーム株式会社は藤本美貴や真野恵里菜などのアップフロントプロモーションのタレントが所属するようになる。
- 2012年（平成24年）株式会社ジャストプロを立ち上げる。
- 2013年（平成25年）株式会社ジャストプロ内にアニメ部門（ヤオヨロズ）を立ち上げ、地上波でCGアニメ制作を開始。アニメ制作会社 株式会社ヤオヨロズ を設立。
- 2023年（令和5年）現在、当事務所は芸能プロダクションとしては珍しく、タレント、モデル、歌手、俳優、イラストレーター、文化人、アニメコンテンツと幅広い事業を展開している。

## 人物
- 私生活では「銀河鉄道999」を愛するマニア。庄司智春からは、藤本美貴と結婚まで辿り着くことができた恩人として、『しゃべくり007』（2024年3月4日放送回）などでも名前を挙げられている。

## プロデュース作品

### テレビ
- 2013年（平成25年） - アニメ「直球表題ロボットアニメ」　チーフプロデューサー
- 2013年（平成25年） - アニメ「てさぐれ!部活もの」（日本テレビ）　プロデューサー
- 2013年（平成25年） - アニメ「てさぐれ！部活もの　あんこーる」　プロデューサー
- 2013年（平成25年） - アニメ「みならいディーバ」　プロデューサー
- 2015年（平成27年） - アニメ「てさぐれ！部活もの　ぷるぷるんシャルムとあそぼう！」　プロデューサー
- 2017年（平成29年） - アニメ「けものフレンズ」（テレビ東京）　企画
- 2017年（平成29年） - アニメ「ラブ米 -WE LOVE RICE-」　プロデューサー
- 2017年（平成29年） - アニメ「ラブ米 -WE LOVE RICE- 二期作」　プロデューサー
- 2018年（平成30年） - アニメ「生放送アニメ 直感×アルゴリズム♪」　プロデューサー
- 2019年（令和元年） - アニメ「ケムリクサ」（BSフジ・独立局系）　企画
- 2022年（令和4年） - アニメ「ちいかわ」（フジテレビ）

### 映画
- 2003年（平成15年） - 青春ばかちん料理塾（つんく♂原案）  協力

### 舞台
- 2009年（平成21年） - jealkb (Voロンブー淳)×コンドルズ舞台「B.L. ～Ballad of Lip～」　アソシエイトプロデューサー
- 2010年（平成22年） - 第二回「キバコの会」演出　堤幸彦　アソシエイトプロデューサー
- 2011年（平成23年） - 第三回「キバコの会」演出　堤幸彦　アソシエイトプロデューサー
- 2012年（平成24年） - 第四回「キバコの会」演出　堤幸彦　アソシエイトプロデューサー
- 2014年（平成26年） - 第五回「キバコの会」演出　堤幸彦　アソシエイトプロデューサー

### イベント
- 2020年（令和2年） - サイバーエージェント×ジャストプロ新人発掘オーデション「スマイルオーデション」プロデューサー[3]

## 出演

### テレビ
- 1998年（平成10年） - 探偵!ナイトスクープ（朝日放送テレビ）
- 2000年（平成12年） - 情熱大陸～つんく特集（TBSテレビ）